# 黃歌川
黃歌川 （1919年8月14日—2010年6月4日），福建省福州市人，原名昌耿，別號三山，戰後台灣藝術家。

## 生平

### 中國時期（1919-1948）
黃歌川1919年出生於福建省福州市，自幼在父母親的鼓勵下藉由字帖和畫冊習字畫。:201937年中日戰爭爆發後，黃歌川於1938年加入「抗敵劇團」擔任美編兼演員，隨團巡迴演出之餘，開始繪製漫畫、壁報、木刻版畫等藝術創作並編輯相關書籍刊物。 1939年首次出版個人作品集《黃歌川小品裝飾木刻集》。1941年進入福建省立師範專科學校（今福建師範大學）藝術科就讀，學習素描、油畫、水彩、木刻版畫等技巧，奠定藝術創作基礎，1943年畢業。:21-23

### 臺灣時期（1949-2010）
黃歌川隨國民政府南遷至廣州時前往香港購置多部彩色相機自行研習。 1949年5月以臺灣新生報與經濟日報攝影記者的身分至臺灣定居，同時亦為報社繪製插畫與漫畫。:27-31 之後亦在《中國一周》、《良友》、《中外畫報》、《今日世界》等報章雜誌上陸續發表具文化宣傳性質和新聞報導性質的攝影作品。1962年於「美而廉」畫廊舉辦「現代彩色人像展」，展示其自行研究的重疊攝影和變色攝影成果。:31-35
在臺灣的生活穩定後，黃歌川重拾畫筆開始進行速寫、水彩及水墨創作，並刊載於當時報章雜誌上；此時其作品當中可見到他嘗試將東西方繪畫媒材與風格相互融合的成果。1959年出版《黃歌川畫集》發表其水墨作品。:36-38 此外，1960年代前後，黃歌川開始進行蠟染技術簡化的研究，積極推廣蠟染畫技術。在改良過程中探索出「冰裂紋」的新蠟染技法，廣泛應用在他個人蠟染畫作中。:52-53
1980年代末期， 進行中日禪畫的題材的探索，在1988年開始以禪宗達摩為題創作一系列禪畫。:58-59 2006年重拾油畫創作，藉由西方油畫的形式，繪製傳統水墨畫主題，如山水、花鳥、達摩禪畫等。提倡「水墨畫油彩化」，以畫布代紙，以油彩取代水墨，融合東方的水墨風格與西方的油畫技法，盼能加速水墨畫與國際接軌。:70
黃歌川於創作與教學之外，亦參與聯展與國際交流等藝文活動。1958年，與劉其偉、王藍、席德進等人，共創「聯合水彩畫會」。1962年，與黃君壁、傅狷夫、朱德群等人，共組「中國畫學會」（今中華民國畫學會）:182。1982-1991年擔任蠟染畫委員會主委:53。在1971年黃歌川並成立「新藝畫廊」（Contemporary Art Gallery），展售自己的作品，也代理其他藝術家作品，並設置「中國蠟染畫研究中心」傳授蠟染技術。該畫廊於1987年結束營業。:12-13
黃歌川於2010年6月辭世。

## 藝術創作
黃歌川創作多樣化，從事的媒材跨域多元，包含蠟染畫、水墨畫、油畫、複合媒材、水彩畫、漫畫、攝影與木刻版畫等。其作品曾入選參加巴西聖保羅國際雙年展、西班牙現代美術展，中國現代藝術展，以及全國美展（終身免審查資格）等。

## 外部連結
- 國立歷史博物館，黃歌川 - 蠟染畫、禪畫 跨域融合的先鋒 （页面存档备份，存于）
- 國立歷史博物館,  藝術名家(黃歌川)典藏作品 （页面存档备份，存于）
- 國際蠟染協會(英國) The Batik Guild, 黃歌川冰裂紋蠟染畫 （页面存档备份，存于）